# Тетрагемигексаэдр
| Тетрагемигексаэдр           | Тетрагемигексаэдр                  |
| --------------------------- | ---------------------------------- |
| Трёхмерная модель           |                                    |
| Тип                         | Однородный звёздчатый многогранник |
| Элементы                    | Граней 7, рёбер 12, вершин 6       |
| Эйлерова характеристика     | {\displaystyle \chi } = 1          |
| Граней по числу сторон      | 4{3}+ 3{4}                         |
| Символ Витхоффа             | 3/2 3 \| 2 (двойное накрытие)      |
| Группа симметрии            | Td, [3,3], *332                    |
| Обозначение                 | U04, C36, W67                      |
| Двойственный                | Тетрагемигексакрон                 |
| Вершинная фигура            | 3.4.3/2.4                          |
| Сокращённое название Бауэра | Thah                               |

Тетрагемигексаэдр, или гемикубооктаэдр, — однородный звёзчатый многогранник, имеющий номер U4. Он имеет 6 вершин, 12 рёбер, и 7 граней — 4 треугольных и 3 квадратных. Его вершинной фигурой является скрещенный четырёхугольник. Его диаграмма Коксетера — Дынкина —  (хотя эта диаграмма соответствует двойному накрытию тетрагемигексаэдра).
Это единственный непризматический однородный многогранник с нечётным числом граней. Его символ Витхоффа равен 3/2 3 | 2, но на самом деле этот символ соответствует двойному накрытию тетрагемигексаэдра 8 треугольниками и 6 квадратами, попарно совпадающими в пространстве. (Это можно рассматривать интуитивно как два совпадающих тетрагемигексаэдра.)
Многогранник является гемимногогранником (полумногогранником). Приставка «геми-» означает, что некоторые грани образуют группу вдвое меньшего размера, чем соответствующий правильный многогранник. В данном случае три квадратные грани образуют группу, имеющую вдвое меньше граней, чем правильный гексаэдр (шестигранник), более известный как куб, а потому и имя такое гемигексаэдр. Геми-грани ориентированы в том же направлении, что и грани правильного многогранника. Три квадратные грани тетрагемигексаэдра, как и три ориентации граней у куба, взаимно перпендикулярны.
Характеристика «вполовину меньше» также означает, что геми-грани должны проходить через центр многогранника, где они все пересекаются. Визуально, каждый квадрат делится на четыре прямоугольных треугольника, из которых с каждой стороны видны только два.

## Связанные поверхности
Многогранник обладает неориентированной поверхностью. Он является уникальным, поскольку из всех однородных многогранников только он имеет эйлерову характеристику 1, а потому является проективным многогранником, дающим представление вещественной проективной плоскости, подобной римской поверхности.
| Римская поверхность |

## Связанные многогранники
Многогранник имеет те же вершины и рёбра, что и правильный октаэдр. Четыре его треугольные грани совпадают с 4 из 8 треугольных граней октаэдра, но дополнительные квадратные грани проходят через центр многогранника.
| Октаэдр | Тетрагемигексаэдр |

Двойственным многогранником является тетрагемигексакрон.
Многогранник дважды накрыт кубооктаэдром , который имеет ту же самую абстрактную вершинную фигуру (2 треугольника и два квадрата: 3.4.3.4) и удвоенное число вершин, рёбер и граней. Он имеет ту же топологию, что и абстрактный многогранник гемикубооктаэдр.
| Кубооктаэдр | Тетрагемигексаэдр |

Его можно построить как скрещенный треугольный куполоид, будучи редуцированной версией {3/2}-купола.
| n / d | 3                               | 5                                 | 7                                 |
| ----- | ------------------------------- | --------------------------------- | --------------------------------- |
| 2     | Скрещенный треугольный куполоид | Пентаграммный куполоид            | Гептаграммный куполоид            |
| 4     | —                               | Скрещенный пентаграммный куполоид | Скрещенный гептаграммный куполоид |

### Тетрагемигексакрон
| Тетрагемигексакрон      | Тетрагемигексакрон           |
| ----------------------- | ---------------------------- |
| Тетрагемигексакрон      |                              |
| Тип                     | Звёздчатый многогранник      |
| Элементы                | Граней 6, рёбер 12, вершин 7 |
| Эйлерова характеристика | {\displaystyle \chi } = 1    |
| Группа симметрии        | Td, [3,3], *332              |
| Обозначение             | DU04                         |
| Двойственный            | Тетрагемигексаэдр            |

Тетрагемигексакрон является двойственным для тетрагемигексаэдра и одним из девяти двойственных гемимногогранников.
Поскольку гемимногогранники имеют грани, проходящие через центр, двойственные фигуры имеют соответствующие вершины в бесконечности. Строго говоря, в бесконечной точке вещественной проективной плоскости . В книге Магнуса Веннинджера Dual Models они представлены как пересекающиеся призмы, каждая из которых уходит в бесконечность в обоих направлениях. На практике модели призм обрезаются в некоторой точке, удобной для создателя модели. Веннинджер предложил считать эти фигуры членами нового класса звёздчатых фигур, которые назвал звёздчатые до бесконечности. Однако он также добавил, что, строго говоря, они не являются многогранниками, поскольку не удовлетворяют привычным определениям.
Считается, что топологически многогранник содержит семь вершин. Три вершины считаются лежащими в бесконечности (вещественной проективной плоскости) и соответствуют непосредственно трём вершинам гемиоктаэдра, абстрактного многогранника. Другие четыре вершины являются углами альтернированного центрального куба (полукуба, в нашем случае тетраэдра).